# Mahmudoba (Şahbuz)
Mahmudoba è un comune dell'Azerbaigian situato nel distretto di Şahbuz.